# Hannes Þór Halldórsson
Hannes Þór Halldórsson (Reykjavík, 27 april 1984) is een IJslands regisseur, filmproducent en voormalig voetballer die als doelman speelde. Hij speelde tussen 2011 en 2021 in het IJslands voetbalelftal.

## Clubcarrière

### IJsland
Hannes begon zijn carrière bij Leiknir Reykjavík, waar hij tussen 2002 en 2004 drie seizoenen lang op het derde en vierde competitieniveau van IJsland speelde. In 2005 maakte hij de overstap naar UMF Afturelding, waar hij in één seizoen achttien competitiewedstrijden speelde. Stjarnan Garðabær nam Hannes een jaar later over, waardoor Hannes voor het eerst uitkwam in de IJslandse tweede divisie. In het seizoen 2006 speelde hij alle wedstrijden in de 1. deild karla. Fram Reykjavík nam Hannes daarop over en maakte hem eerste doelman van de club. In zijn vier seizoenen bij de club miste hij geen enkele wedstrijd. In februari 2011 tekende hij transfervrij een contract bij KR Reykjavík. Op 3 mei 2011 maakte Hannes zijn debuut voor de club in het duel tegen Breiðablik Kópavogur (2–3 winst). In het seizoen 2011 won hij met de club zowel de landstitel als het IJslandse bekertoernooi. De kampioen leende hem in maart 2012 uit aan de Noorse club SK Brann om daar dienst te kunnen doen als reserve voor de geblesseerde eerste doelman. Hij speelde één wedstrijd, om in mei terug te keren in IJsland – uitgerekend tegen zijn latere werkgever, Sandnes Ulf (3–1 winst).

### Sandnes Ulf
In december 2013 tekende Hannes een contract voor twee seizoenen bij Sandnes, waar hij op 30 maart 2014 zijn debuut in de Tippeligaen maakte. Gedurende het seizoen, waarin Sandnes als laatste eindigde en daardoor degradeerde, incasseerde Hannes in de dertig competitieduels 53 tegendoelpunten. Viermaal behield hij een clean sheet. In het volgende seizoen speelde Hannes in de 1. division, vanaf de eerste speelronde op 6 april 2015 als aanvoerder van het elftal.

### N.E.C.
Hannes Þór Halldórsson tekende in juli 2015 een contract tot medio 2017 bij N.E.C., dat net was gepromoveerd naar de Eredivisie. Hij begon voortvarend aan het seizoen, met acht tegendoelpunten en vier clean sheets in acht wedstrijden. Toen raakte hij echter geblesseerd en moest hij vijf maanden toekijken. In zijn afwezigheid trok N.E.C. Brad Jones aan. Na zijn revalidatie wilde Hannes in verband met het Europees kampioenschap voetbal 2016 in Frankrijk weer aan speelminuten komen. Hij werd daarom op 10 maart 2016 tot 18 juli van dat jaar verhuurd aan FK Bodø/Glimt uit Noorwegen. Na zijn succesvolle EK-campagne met IJsland, waarin hij de kwartfinale haalde, was er veel interesse in de keeper.

### Randers FC, FK Qarabağ en Valur
Het Deense Randers FC nam de doelman in 2016 over van N.E.C. en hij tekende een contract tot medio 2019. In twee seizoenen keepte Hannes in totaal 65 wedstrijden in de Superligaen. In 2018 werd hij verkocht aan FK Qarabağ uit Azerbeidzjan. Daar kwam hij weinig aan bod en in april 2019 keerde hij terug naar IJsland bij Valur Reykjavík. In de loop van het seizoen 2021 kwam hij door blessures minder aan bod bij de club. Nadat Valur voor het seizoen 2022 een nieuwe doelman aantrok, liet hij in november 2021 zijn nog tot eind 2023 doorlopende contract ontbinden. In maart 2022 kondigde Hannes het einde van zijn voetbalcarrière aan.

## Spelersstatistieken

### Overzicht als clubspeler
| Seizoen         | Club              | Competitie      | Competitie | Competitie | Beker | Beker | Internationaal | Internationaal | Totaal | Totaal |
| Seizoen         | Club              | Competitie      | Wed.       | Dlp.       | Wed.  | Dlp.  | Wed.           | Dlp.           | Wed.   | Dlp.   |
| --------------- | ----------------- | --------------- | ---------- | ---------- | ----- | ----- | -------------- | -------------- | ------ | ------ |
| 2002            | Leiknir Reykjavík | 2. deild karla  | 1          | 0          | 0     | 0     | –              | –              | 1      | 0      |
| 2003            | Leiknir Reykjavík | 3. deild karla  | 0          | 0          | 0     | 0     | –              | –              | 0      | 0      |
| 2004            | Leiknir Reykjavík | 2. deild karla  | 2          | 0          | 0     | 0     | –              | –              | 2      | 0      |
| 2005            | Afturelding       | 2. deild karla  | 18         | 0          | 2     | 0     | –              | –              | 20     | 0      |
| 2006            | Stjarnan FC       | 1. deild karla  | 18         | 0          | 1     | 0     | –              | –              | 19     | 0      |
| 2007            | Fram Reykjavík    | Úrvalsdeild     | 18         | 0          | 0     | 0     | –              | –              | 18     | 0      |
| 2008            | Fram Reykjavík    | Úrvalsdeild     | 22         | 0          | 2     | 0     | –              | –              | 24     | 0      |
| 2009            | Fram Reykjavík    | Úrvalsdeild     | 22         | 0          | 5     | 0     | 4              | 0              | 31     | 0      |
| 2010            | Fram Reykjavík    | Úrvalsdeild     | 22         | 0          | 3     | 0     | –              | –              | 25     | 0      |
| 2011            | KR Reykjavík      | Úrvalsdeild     | 22         | 0          | 5     | 0     | 6              | 0              | 33     | 0      |
| 2012            | KR Reykjavík      | Úrvalsdeild     | 21         | 0          | 4     | 0     | 1              | 0              | 26     | 0      |
| 2012            | → SK Brann        | Tippeligaen     | 1          | 0          | 0     | 0     | –              | –              | 1      | 0      |
| 2013            | KR Reykjavík      | Úrvalsdeild     | 20         | 0          | 5     | 0     | 3              | 0              | 28     | 0      |
| 2014            | Sandnes Ulf       | Tippeligaen     | 30         | 0          | 0     | 0     | –              | –              | 30     | 0      |
| 2015            | Sandnes Ulf       | 1. divisjon     | 15         | 0          | 0     | 0     | –              | –              | 15     | 0      |
| 2015/16         | N.E.C.            | Eredivisie      | 8          | 0          | 1     | 0     | –              | –              | 9      | 0      |
| 2016            | → Bodø/Glimt      | Tippeligaen     | 14         | 0          | 2     | 0     | –              | –              | 16     | 0      |
| 2016/17         | Randers FC        | Superligaen     | 35         | 0          | 0     | 0     | –              | –              | 35     | 0      |
| 2017/18         | Randers FC        | Superligaen     | 34         | 0          | 0     | 0     | –              | –              | 34     | 0      |
| 2018/19         | FK Qarabağ        | Premyer Liqası  | 4          | 0          | 0     | 0     | 2              | 0              | 6      | 0      |
| 2019            | Valur Reykjavík   | Úrvalsdeild     | 19         | 0          | 2     | 0     | 2              | 0              | 23     | 0      |
| 2020            | Valur Reykjavík   | Úrvalsdeild     | 18         | 0          | 4     | 0     | 3              | 0              | 25     | 0      |
| 2021            | Valur Reykjavík   | Úrvalsdeild     | 21         | 0          | 5     | 0     | 4              | 0              | 30     | 0      |
| Carrière totaal | Carrière totaal   | Carrière totaal | 380        | 0          | 41    | 0     | 23             | 0              | 444    | 0      |

## Interlandcarrière
Hannes Þór Halldórsson maakte zijn debuut in het IJslands voetbalelftal op 6 september 2011 in een kwalificatiewedstrijd voor het Europees kampioenschap voetbal 2012 tegen Cyprus (1–0 winst). Sindsdien is hij de vaste doelman van het nationaal elftal en speelde hij onder meer alle interlands in het kwalificatietoernooi voor het WK 2014 (twaalf in totaal), waaronder twee in de play-offs die in november 2013 werden verloren van Kroatië. In september en oktober 2014 werd hij gedurende drie interlands niet gepasseerd, wat hem niet eerder lukte: in het EK-kwalificatietoernooi werden achtereenvolgens Turkije (3–0), Letland (0–3) en Nederland (2–0) verslagen. Op 9 mei 2016 maakte bondscoach Lars Lagerbäck bekend Hannes mee te nemen naar het Europees kampioenschap in juni 2016. Hij is een van de meest ervaren spelers in de selectie. Hannes werd door Voetbal International op de avond van de eerste groepswedstrijd tegen Portugal, waarin IJsland de Portugezen op een 1–1 gelijkspel hield, uitgeroepen tot man van de wedstrijd. Door een gelijkspel tegen Hongarije en een overwinning op Oostenrijk overleefde IJsland met Hannes op het eerste EK ooit voor IJsland de groepsfase, waarna het tegen Engeland moest. Ook deze wedstrijd won IJsland, met 2–1. Door deze overwinning gingen de IJslanders een ronde verder en kwamen ze uit tegen gastland Frankrijk. Het land werd in de kwartfinale uitgeschakeld door Frankrijk, dat met 5–2 won. Met IJsland kwalificeerde Hannes zich ook voor het wereldkampioenschap voetbal 2018 in Rusland. In de eerste poulewedstrijd tegen Argentinië stopte hij een penalty van Lionel Messi en de wedstrijd eindigde in 1-1. De wedstrijden Nigeria en Kroatië werden verloren en IJsland werd uitgeschakeld in de poulefase. In september 2021 stopte hij als international.

### Overzicht als interlandspeler
| Interlands van Hannes Þór Halldórsson voor IJsland | Interlands van Hannes Þór Halldórsson voor IJsland | Interlands van Hannes Þór Halldórsson voor IJsland | Interlands van Hannes Þór Halldórsson voor IJsland | Interlands van Hannes Þór Halldórsson voor IJsland | Interlands van Hannes Þór Halldórsson voor IJsland |
| №                                                  | Datum                                              | Wedstrijd                                          | Uitslag                                            | Soort wedstrijd                                    | Doelpunten                                         |
| Als speler bij KR Reykjavík                        | Als speler bij KR Reykjavík                        | Als speler bij KR Reykjavík                        | Als speler bij KR Reykjavík                        | Als speler bij KR Reykjavík                        | Als speler bij KR Reykjavík                        |
| -------------------------------------------------- | -------------------------------------------------- | -------------------------------------------------- | -------------------------------------------------- | -------------------------------------------------- | -------------------------------------------------- |
| 1.                                                 | 6 september 2011                                   | IJsland – Cyprus                                   | 1 – 0                                              | Kwalificatie EK 2012                               |                                                    |
| 2.                                                 | 24 februari 2012                                   | Japan – IJsland                                    | 3 – 1                                              | Vriendschappelijk                                  |                                                    |
| 3.                                                 | 27 mei 2012                                        | Frankrijk – IJsland                                | 3 – 2                                              | Vriendschappelijk                                  |                                                    |
| 4.                                                 | 30 mei 2012                                        | Zweden – IJsland                                   | 3 – 2                                              | Vriendschappelijk                                  |                                                    |
| 5.                                                 | 7 september 2012                                   | IJsland – Noorwegen                                | 2 – 0                                              | Kwalificatie WK 2014                               |                                                    |
| 6.                                                 | 11 september 2012                                  | Cyprus – IJsland                                   | 1 – 0                                              | Kwalificatie WK 2014                               |                                                    |
| 7.                                                 | 12 oktober 2012                                    | Albanië – IJsland                                  | 1 – 2                                              | Kwalificatie WK 2014                               |                                                    |
| 8.                                                 | 16 oktober 2012                                    | IJsland – Zwitserland                              | 0 – 2                                              | Kwalificatie WK 2014                               |                                                    |
| 9.                                                 | 14 november 2012                                   | Andorra – IJsland                                  | 0 – 2                                              | Vriendschappelijk                                  |                                                    |
| 10.                                                | 6 februari 2013                                    | IJsland – Rusland                                  | 0 – 2                                              | Vriendschappelijk                                  |                                                    |
| 11.                                                | 22 maart 2013                                      | Slovenië – IJsland                                 | 1 – 2                                              | Kwalificatie WK 2014                               |                                                    |
| 12.                                                | 7 juni 2013                                        | IJsland – Slovenië                                 | 2 – 4                                              | Kwalificatie WK 2014                               |                                                    |
| 13.                                                | 6 september 2013                                   | Zwitserland – IJsland                              | 4 – 4                                              | Kwalificatie WK 2014                               |                                                    |
| 14.                                                | 10 september 2013                                  | IJsland – Albanië                                  | 2 – 1                                              | Kwalificatie WK 2014                               |                                                    |
| 15.                                                | 11 oktober 2013                                    | IJsland – Cyprus                                   | 2 – 0                                              | Kwalificatie WK 2014                               |                                                    |
| 16.                                                | 15 oktober 2013                                    | Noorwegen – IJsland                                | 1 – 1                                              | Kwalificatie WK 2014                               |                                                    |
| 17.                                                | 15 november 2013                                   | IJsland – Kroatië                                  | 0 – 0                                              | Kwalificatie WK 2014                               |                                                    |
| 18.                                                | 19 november 2013                                   | Kroatië – IJsland                                  | 2 – 0                                              | Kwalificatie WK 2014                               |                                                    |
| Als speler bij Sandnes Ulf                         |                                                    |                                                    |                                                    |                                                    |                                                    |
| 19.                                                | 21 januari 2014                                    | IJsland – Zweden                                   | 0 – 2                                              | Vriendschappelijk                                  |                                                    |
| 20.                                                | 5 maart 2014                                       | Wales – IJsland                                    | 3 – 1                                              | Vriendschappelijk                                  |                                                    |
| 21.                                                | 30 mei 2014                                        | Oostenrijk – IJsland                               | 1 – 1                                              | Vriendschappelijk                                  |                                                    |
| 22.                                                | 9 september 2014                                   | IJsland – Turkije                                  | 3 – 0                                              | Kwalificatie EK 2016                               |                                                    |
| 23.                                                | 10 oktober 2014                                    | Letland – IJsland                                  | 0 – 3                                              | Kwalificatie EK 2016                               |                                                    |
| 24.                                                | 13 oktober 2014                                    | IJsland – Nederland                                | 2 – 0                                              | Kwalificatie EK 2016                               |                                                    |
| 25.                                                | 16 november 2014                                   | Tsjechië – IJsland                                 | 2 – 1                                              | Kwalificatie EK 2016                               |                                                    |
| 26.                                                | 16 januari 2015                                    | Canada – IJsland                                   | 1 – 2                                              | Vriendschappelijk                                  |                                                    |
| 27.                                                | 28 maart 2015                                      | Kazachstan – IJsland                               | 0 – 3                                              | Kwalificatie EK 2016                               |                                                    |
| 28.                                                | 12 juni 2015                                       | IJsland – Tsjechië                                 | 2 – 1                                              | Kwalificatie EK 2016                               |                                                    |
| Als speler bij N.E.C.                              |                                                    |                                                    |                                                    |                                                    |                                                    |
| 29.                                                | 3 september 2015                                   | Nederland – IJsland                                | 0 – 1                                              | Kwalificatie EK 2016                               |                                                    |
| 30.                                                | 6 september 2015                                   | IJsland – Kazachstan                               | 0 – 0                                              | Kwalificatie EK 2016                               |                                                    |
| 31.                                                | 10 oktober 2015                                    | IJsland – Letland                                  | 2 – 2                                              | Kwalificatie EK 2016                               |                                                    |
| Als speler bij Bodø/Glimt                          |                                                    |                                                    |                                                    |                                                    |                                                    |
| 32.                                                | 29 maart 2016                                      | Griekenland – IJsland                              | 2 – 3                                              | Vriendschappelijk                                  |                                                    |
| 33.                                                | 6 juni 2016                                        | IJsland – Liechtenstein                            | 4 – 0                                              | Vriendschappelijk                                  |                                                    |
| 34.                                                | 14 juni 2016                                       | Portugal – IJsland                                 | 1 – 1                                              | EK 2016                                            |                                                    |
| 35.                                                | 18 juni 2016                                       | IJsland – Hongarije                                | 1 – 1                                              | EK 2016                                            |                                                    |
| 36.                                                | 22 juni 2016                                       | IJsland – Oostenrijk                               | 2 – 1                                              | EK 2016                                            |                                                    |
| 37.                                                | 27 juni 2016                                       | Engeland – IJsland                                 | 1 – 2                                              | EK 2016                                            |                                                    |
| 38.                                                | 3 juli 2016                                        | Frankrijk – IJsland                                | 5 – 2                                              | EK 2016                                            |                                                    |

Bijgewerkt op 3 juli 2016.

## Regisseur en producent
Naast het voetbal is Hannes actief als regisseur en producent van video's. Hij was verantwoordelijk voor de video van de IJslandse inzending voor het Eurovisiesongfestival 2012. Toen hij in 2012 als volledig profvoetballer in Noorwegen ging spelen, kreeg hij een terugkeergarantie bij zijn werkgever SagaFilm. De film Cop Secret (IJslands Leynilögga), die in augustus 2021 debuteerde op het Internationaal filmfestival van Locarno, is zijn regiedebuut als filmmaker. Hannes schreef ook mee aan het script.

## Erelijst
- Úrvalsdeild

2011, 2013, 2020
- IJslandse voetbalbeker

2011, 2012
- IJslandse supercup

2012